# Hennie Penterman
Hendrika Penterman, dite Hennie Penterman, est une nageuse néerlandaise, née le 29 septembre 1951 à Amsterdam.
Spécialisée dans le medley, elle a notamment représenté son pays lors de deux éditions des Jeux olympiques, à Mexico en 1968 puis à Munich en 1972. Dans les deux cas, elle a été éliminée dès les séries en 200 m 4 nages et en 400 m 4 nages.